# Novosélivka (Donetsk)
Novosélivka (en ucraniano: Новоселівка; en ruso: Новосёловка, romanizado: Novosiolovka) es un pueblo ucraniano perteneciente al óblast de Donetsk. Situado en el este del país, forma parte del raión de Kramatorsk y del municipio (hromada) de Limán.

## Geografía
Novosélivka se encuentra a orillas del río Netrius, 13 km al noroeste de Limán y 120 km al noroeste de Donetsk. 

## Historia
El lugar surgió en el siglo XVII como jútor Zobochanki (en ucraniano: хутір Зобочанський). Pasó a llamarse Novosélivka en 1808 y recibió el estatus de asentamiento de tipo urbano en 1938.
El asentamiento fue ocupado por Rusia en mayo de 2022 como parte de la batalla del Dombás en la invasión rusa de Ucrania. El 28 de septiembre, las fuerzas ucranianas liberaron Novosélivka.
En 2023, Novosélivka perdió el estatus de asentamiento de tipo urbano en la legislación ucraniana debido a la eliminación de este estatus administrativo.

## Demografía
La evolución de la población de Novosélivka entre 1989 y 2022 fue la siguiente:
| 1656                                                          | 1392 | 1363 | 1290 | 1223 |
| (Fuente: Cities & Towns of Ukraine y UKRAINE: Größere Städte) |      |      |      |      |

Según el censo de 2001, la lengua materna de la mayoría de los habitantes, el 54,84%, es el ucraniano; del 44,80% es el ruso.

## Infraestructura

### Transporte
La estación de ferrocarril de Novosélivka pasa cerca del pueblo.